# Campionato mondiale di Formula 1 2004
Il campionato mondiale di Formula 1 2004 è stata la 55ª edizione del Campionato mondiale di Formula 1, manifestazione organizzata dalla FIA, come maggior competizione internazionale di automobilismo con vetture a ruote scoperte. Squadre e piloti si sono contese, in una competizione di diciotto Gran Premi, il campionato costruttori e il campionato piloti. La stagione iniziò il 7 marzo e terminò il 24 ottobre. Michael Schumacher vinse il titolo piloti Mondiale con la Ferrari, che vinse a sua volta il titolo Mondiale Costruttori.

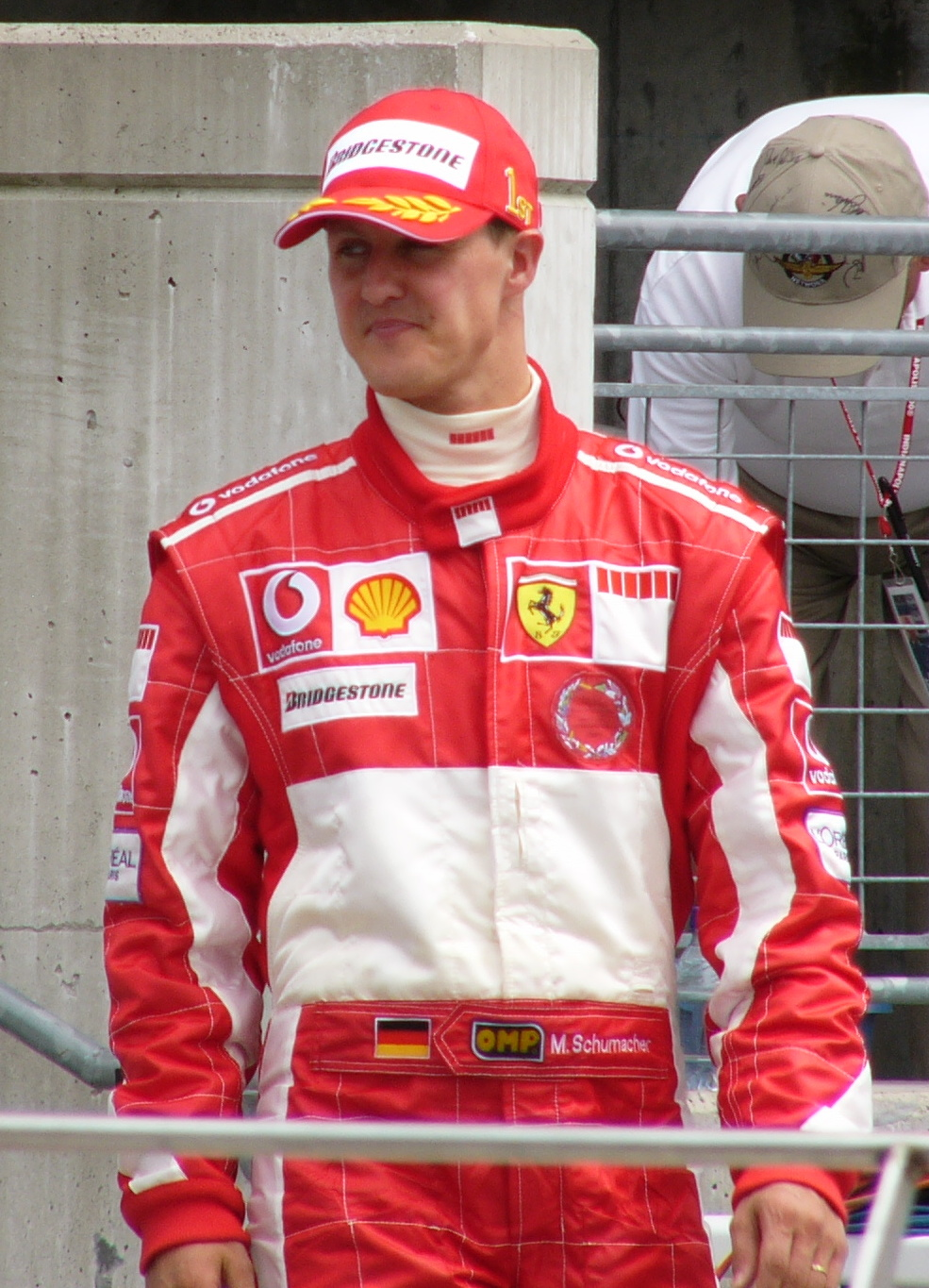
Michael Schumacher si aggiudica il settimo e ultimo titolo piloti della sua carriera, il quinto consecutivo in Ferrari.

## La pre-stagione

### Il calendario
| Gara | Nome ufficiale del Gran Premio       | Circuito                         | Sede        | Data         | Ora    | Ora   | Ora   | Diretta TV |
| Gara | Nome ufficiale del Gran Premio       | Circuito                         | Sede        | Data         | Locale | UTC   | ITA   | Diretta TV |
| ---- | ------------------------------------ | -------------------------------- | ----------- | ------------ | ------ | ----- | ----- | ---------- |
| 1    | Foster's Australian Grand Prix       | Albert Park Circuit              | Melbourne   | 7 marzo      | 14:00  | 03:00 | 04:00 | Rai 1      |
| 2    | Petronas Malaysian Grand Prix        | Sepang International Circuit     | Sepang      | 21 marzo     | 14:00  | 06:00 | 08:00 | Rai 1      |
| 3    | Gulf Air Bahrain Grand Prix          | Bahrain International Circuit    | Manama      | 4 aprile     | 14:00  | 13:00 | 14:00 | Rai 1      |
| 4    | Gran Premio Foster's di San Marino   | Autodromo Enzo e Dino Ferrari    | Imola       | 25 aprile    | 14:00  | 12:00 | 14:00 | Rai 1      |
| 5    | Gran Premio Marlboro de España       | Circuito di Barcellona-Catalogna | Montmeló    | 9 maggio     | 14:00  | 12:00 | 14:00 | Rai 1      |
| 6    | Grand Prix de Monaco                 | Circuito di Monte Carlo          | Monaco      | 23 maggio    | 14:00  | 12:00 | 14:00 | Rai 1      |
| 7    | Allianz Grand Prix of Europe         | Nürburgring                      | Nürburg     | 30 maggio    | 14:00  | 12:00 | 14:00 | Rai 1      |
| 8    | Grand Prix du Canada                 | Circuit Gilles Villeneuve        | Montréal    | 13 giugno    | 13:00  | 17:00 | 19:00 | Rai 1      |
| 9    | United States Grand Prix             | Indianapolis Motor Speedway      | Speedway    | 20 giugno    | 13:00  | 19:00 | 20:00 | Rai 1      |
| 10   | Mobil 1 Grand Prix de France         | Circuit de Nevers Magny-Cours    | Magny-Cours | 4 luglio     | 14:00  | 12:00 | 14:00 | Rai 1      |
| 11   | Foster's British Grand Prix          | Silverstone Circuit              | Silverstone | 11 luglio    | 14:00  | 13:00 | 15:00 | Rai 1      |
| 12   | Großer Mobil 1 Preis von Deutschland | Hockenheimring                   | Hockenheim  | 25 luglio    | 14:00  | 12:00 | 14:00 | Rai 1      |
| 13   | Marlboro Magyar Nagydíj              | Hungaroring                      | Mogyoród    | 15 agosto    | 14:00  | 12:00 | 14:00 | Rai 1      |
| 14   | Belgian Grand Prix                   | Circuito di Spa-Francorchamps    | Stavelot    | 29 agosto    | 14:00  | 12:00 | 14:00 | Rai 1      |
| 15   | Gran Premio Vodafone d'Italia        | Autodromo nazionale di Monza     | Monza       | 12 settembre | 14:00  | 12:00 | 14:00 | Rai 1      |
| 16   | Sinopec Chinese Grand Prix           | Shanghai International Circuit   | Shanghai    | 26 settembre | 14:00  | 06:00 | 08:00 | Rai 1      |
| 17   | Fuji Television Japanese Grand Prix  | Circuito di Suzuka               | Suzuka      | 10 ottobre   | 14:00  | 05:00 | 07:00 | Rai 1      |
| 18   | Grande Prêmio do Brasil              | Autódromo José Carlos Pace       | San Paolo   | 24 ottobre   | 15:00  | 17:00 | 18:00 | Rai 1      |

### La presentazione delle vetture
| Costruttore       | Telaio | Data lancio | Luogo lancio |
| ----------------- | ------ | ----------- | ------------ |
| Williams F1       | FW26   |             |              |
| Renault F1        | R24    |             |              |
| McLaren           | MP4-19 |             |              |
| Sauber F1 Team    | C23    |             |              |
| Scuderia Ferrari  | F2004  | 26 gennaio  | Maranello    |
| Minardi           | PS04B  |             |              |
| Jordan Grand Prix | EJ14   |             |              |
| Toyota Racing     | TF104  |             |              |
| Jaguar Racing     | R5     |             |              |
| BAR               | 006    |             |              |

### Accordi e fornitori
Quattro dei dieci team, Ferrari, Renault, Jaguar e Toyota, erano filiali di importanti case automobilistiche; la BAR era una divisione della British American Tobacco ed era motorizzata dalla Honda; Williams e McLaren, entrambi team di proprietà privata, avevano accordi di fornitura di motori rispettivamente con BMW e Mercedes-Benz.
Anche gli altri tre team, Jordan, Sauber e Minardi, erano di proprietà privata ma ricevevano poche sponsorizzazioni sostanziali e di conseguenza tendevano a finire in fondo alla griglia. La Sauber ha ricevuto motori Ferrari targati con il nome Petronas e ha ricevuto la sponsorizzazione dalla compagnia petrolifera e del gas malese.

## Scuderie e piloti

### Scuderie

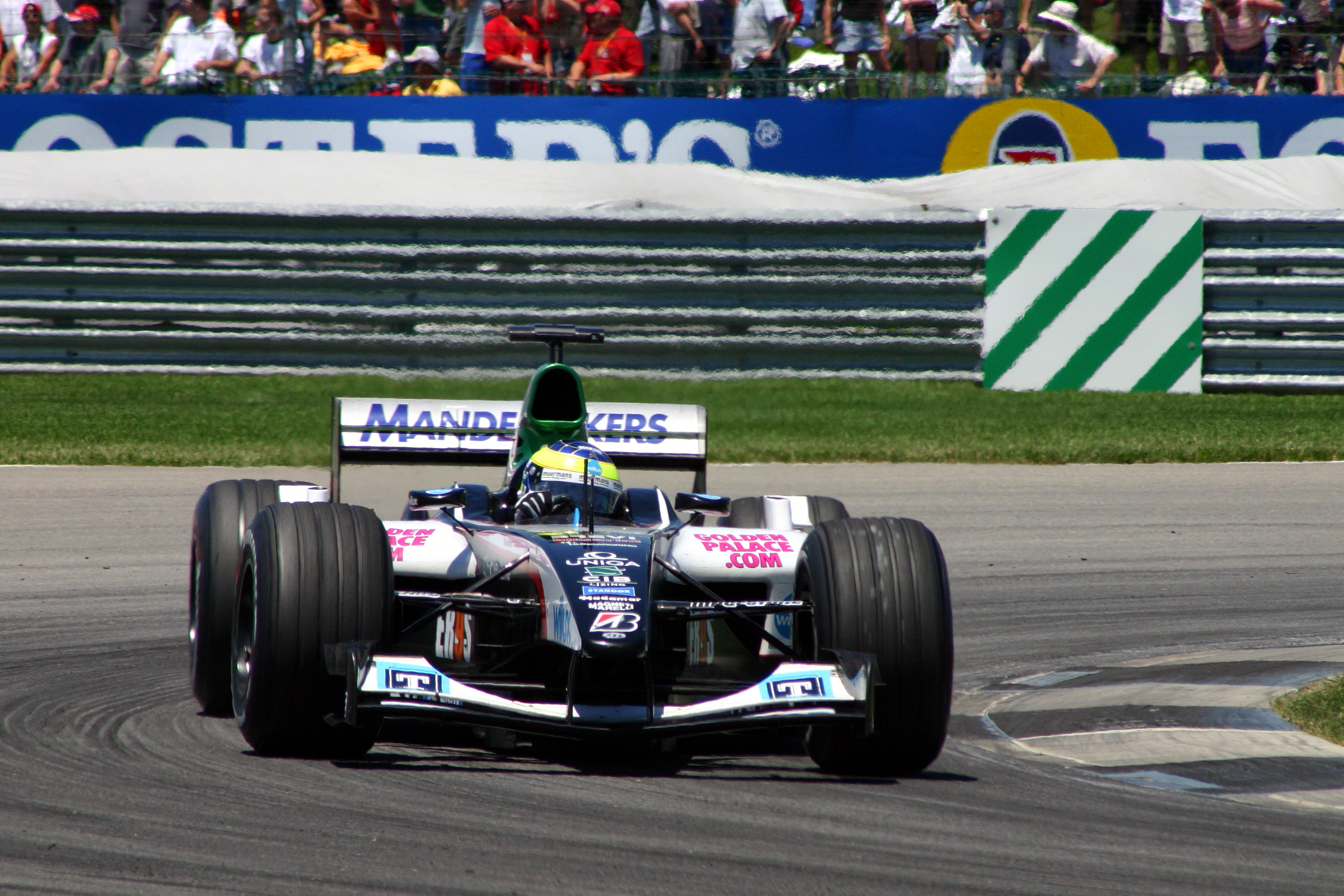
Zsolt Baumgartner, alla prima e unica stagione come pilota titolare con la Minardi, è il primo ungherese nella storia della Formula 1: il nativo di Debrecen aveva già fatto il suo debutto in occasione della sua gara di casa la stagione precedente.

La Ferrari, la Williams, la McLaren, la Renault e la Toyota confermano i piloti della stagione precedente, con la Williams che però schiera Juan Pablo Montoya, il quale alla fine del 2003 ha firmato con la McLaren a partire dal 2005. Felipe Massa, dopo un anno trascorso come collaudatore per la Ferrari, ritorna in Formula 1 con la Sauber, la quale ingaggia Giancarlo Fisichella dalla Jordan-Ford; il pilota italiano scambia virtualmente il suo sedile con Nick Heidfeld, che lascia proprio la Sauber per approdare alla Jordan. Takuma Satō viene confermato come pilota titolare in BAR-Honda, Zsolt Baumgartner torna in Formula 1 con la Minardi mentre Christian Klien, Giorgio Pantano e Gianmaria Bruni fanno il loro debutto in Formula 1 rispettivamente alla guida di Jaguar, Jordan e Minardi.

### Piloti
Nel corso della stagione Timo Glock sostituisce Giorgio Pantano in Jordan, Ricardo Zonta prende il posto del connazionale Da Matta in Toyota, Jarno Trulli lascia la Renault e disputa le ultime due gare in Toyota al posto di Zonta, Jacques Villeneuve sostituisce Trulli in Renault mentre Antônio Pizzonia sostituisce per alcune gare Ralf Schumacher, infortunatosi al Gran Premio degli Stati Uniti d'America.

### Tabella riassuntiva
| Team                       | Costruttore      | Telaio         | Motore                     | Pneumatici | №  | Piloti               | GP         | №  | Terzo Pilota               | Test Driver                        |
| -------------------------- | ---------------- | -------------- | -------------------------- | ---------- | -- | -------------------- | ---------- | -- | -------------------------- | ---------------------------------- |
| Scuderia Ferrari Marlboro  | Ferrari          | F2004          | Ferrari 053 3,0 l V10      | B          | 1  | Michael Schumacher   | Tutti      |    | non assegnato              | Luca Badoer Luciano Burti          |
| Scuderia Ferrari Marlboro  | Ferrari          | F2004          | Ferrari 053 3,0 l V10      | B          | 2  | Rubens Barrichello   | Tutti      |    | non assegnato              | Luca Badoer Luciano Burti          |
| BMW Williams F1 Team       | Williams-BMW     | FW26           | BMW P84 3,0 l V10          | M          | 3  | Juan Pablo Montoya   | Tutti      |    | non assegnato              | Antônio Pizzonia Marc Gené         |
| BMW Williams F1 Team       | Williams-BMW     | FW26           | BMW P84 3,0 l V10          | M          | 4  | Ralf Schumacher      | 1–9, 16–18 |    | non assegnato              | Antônio Pizzonia Marc Gené         |
| BMW Williams F1 Team       | Williams-BMW     | FW26           | BMW P84 3,0 l V10          | M          | 4  | Marc Gené            | 10–11      |    | non assegnato              | Antônio Pizzonia Marc Gené         |
| BMW Williams F1 Team       | Williams-BMW     | FW26           | BMW P84 3,0 l V10          | M          | 4  | Antônio Pizzonia     | 12–15      |    | non assegnato              | Antônio Pizzonia Marc Gené         |
| West McLaren Mercedes      | McLaren-Mercedes | MP4-19 MP4-19B | Mercedes FO 110Q 3,0 l V10 | M          | 5  | David Coulthard      | Tutti      |    | non assegnato              | Alexander Wurz Pedro de la Rosa    |
| West McLaren Mercedes      | McLaren-Mercedes | MP4-19 MP4-19B | Mercedes FO 110Q 3,0 l V10 | M          | 6  | Kimi Räikkönen       | Tutti      |    | non assegnato              | Alexander Wurz Pedro de la Rosa    |
| Mild Seven Renault F1 Team | Renault          | R24            | Renault RS24 3,0 l V10     | M          | 7  | Jarno Trulli         | 1–15       |    | non assegnato              | Franck Montagny Jacques Villeneuve |
| Mild Seven Renault F1 Team | Renault          | R24            | Renault RS24 3,0 l V10     | M          | 7  | Jacques Villeneuve   | 16–18      |    | non assegnato              | Franck Montagny Jacques Villeneuve |
| Mild Seven Renault F1 Team | Renault          | R24            | Renault RS24 3,0 l V10     | M          | 8  | Fernando Alonso      | Tutti      |    | non assegnato              | Franck Montagny Jacques Villeneuve |
| Lucky Strike BAR Honda     | BAR-Honda        | 006            | Honda RA004E 3,0 l V10     | M          | 9  | Jenson Button        | Tutti      | 35 | Anthony Davidson           | Anthony Davidson Enrique Bernoldi  |
| Lucky Strike BAR Honda     | BAR-Honda        | 006            | Honda RA004E 3,0 l V10     | M          | 10 | Takuma Satō          | Tutti      | 35 | Anthony Davidson           | Anthony Davidson Enrique Bernoldi  |
| Sauber Petronas            | Sauber-Petronas  | C23            | Petronas 04A 3,0 l V10     | B          | 11 | Giancarlo Fisichella | Tutti      |    | non assegnato              | Neel Jani                          |
| Sauber Petronas            | Sauber-Petronas  | C23            | Petronas 04A 3,0 l V10     | B          | 12 | Felipe Massa         | Tutti      |    | non assegnato              | Neel Jani                          |
| Jaguar Racing              | Jaguar-Cosworth  | R5             | Cosworth CR-6 3,0 l V10    | M          | 14 | Mark Webber          | Tutti      | 37 | Björn Wirdheim             | Björn Wirdheim                     |
| Jaguar Racing              | Jaguar-Cosworth  | R5             | Cosworth CR-6 3,0 l V10    | M          | 15 | Christian Klien      | Tutti      | 37 | Björn Wirdheim             | Björn Wirdheim                     |
| Panasonic Toyota Racing    | Toyota           | TF104 TF104B   | Toyota RVX-04 3,0 l V10    | M          | 16 | Cristiano da Matta   | 1–12       | 38 | Ricardo Zonta Ryan Briscoe | Ryan Briscoe                       |
| Panasonic Toyota Racing    | Toyota           | TF104 TF104B   | Toyota RVX-04 3,0 l V10    | M          | 16 | Jarno Trulli         | 17–18      | 38 | Ricardo Zonta Ryan Briscoe | Ryan Briscoe                       |
| Panasonic Toyota Racing    | Toyota           | TF104 TF104B   | Toyota RVX-04 3,0 l V10    | M          | 16 | Ricardo Zonta        | 13–16      | 38 | Ricardo Zonta Ryan Briscoe | Ryan Briscoe                       |
| Panasonic Toyota Racing    | Toyota           | TF104 TF104B   | Toyota RVX-04 3,0 l V10    | M          | 17 | Ricardo Zonta        | 18         | 38 | Ricardo Zonta Ryan Briscoe | Ryan Briscoe                       |
| Panasonic Toyota Racing    | Toyota           | TF104 TF104B   | Toyota RVX-04 3,0 l V10    | M          | 17 | Olivier Panis        | 1–17       | 38 | Ricardo Zonta Ryan Briscoe | Ryan Briscoe                       |
| Jordan Ford                | Jordan-Ford      | EJ14           | Ford RS2 3,0 l V10         | B          | 18 | Nick Heidfeld        | Tutti      | 39 | Timo Glock Robert Doornbos | Robert Doornbos                    |
| Jordan Ford                | Jordan-Ford      | EJ14           | Ford RS2 3,0 l V10         | B          | 19 | Giorgio Pantano      | 1–7, 9–15  | 39 | Timo Glock Robert Doornbos | Robert Doornbos                    |
| Jordan Ford                | Jordan-Ford      | EJ14           | Ford RS2 3,0 l V10         | B          | 19 | Timo Glock           | 8, 16–18   | 39 | Timo Glock Robert Doornbos | Robert Doornbos                    |
| Minardi Cosworth           | Minardi-Cosworth | PS04B          | Cosworth CR-3 3,0 l V10    | B          | 20 | Gianmaria Bruni      | Tutti      | 40 | Bas Leinders               | Bas Leinders Tiago Monteiro        |
| Minardi Cosworth           | Minardi-Cosworth | PS04B          | Cosworth CR-3 3,0 l V10    | B          | 21 | Zsolt Baumgartner    | Tutti      | 40 | Bas Leinders               | Bas Leinders Tiago Monteiro        |

## Circuiti e gare
Ritorna in calendario il Gran Premio del Belgio, riprendendosi la solita data di fine agosto, dopo non essersi disputato la stagione precedente a causa di alcune dispute dovute alle sponsorizzazioni delle multinazionali del tabacco, su una versione leggermente modificata del circuito di Spa-Francorchamps. Il Gran Premio degli Stati Uniti viene spostato da fine settembre a metà giugno, una settimana dopo il Gran Premio del Canada, mentre il Gran Premio del Brasile lascia la sua tradizionale data di inizio anno per ospitare il finale di stagione a fine ottobre. Debuttano il Gran Premio del Bahrein, come terza tappa del mondiale, e il Gran Premio di Cina, sedicesimo appuntamento del campionato, rispettivamente al Bahrain International Circuit e al Shanghai International Circuit. Invece, dopo 7 anni, esce di scena il Gran Premio d'Austria, che rientrerà nel calendario dal 2014.
La stagione 2004, con 18 Gran Premi, era all'epoca quella con più gare in campionato, battendo il precedente primato di 17, e venendo battuto dal campionato seguente con 19 appuntamenti.

## Modifiche al regolamento

### Regolamento tecnico
Viene imposta l'adozione di una coda rettilinea dietro alla presa d'aria superiore, l'innalzamento delle fiancate e l'aumento della superficie laterale dell'alettone posteriore. Vengono inoltre banditi il launch control e i sistemi di cambio automatico, ammettendo solo i sistemi semiautomatici con le levette dietro al volante.
Quanto ai motori, nell'ottica di una riduzione delle potenze (poi non verificatasi), viene imposto che un'unità duri per un intero fine settimana, incluse quindi prove libere e qualifiche.

### Regolamento sportivo

#### Qualifiche
Viene adottato un sistema di qualificazione basato su due sessioni, una al sabato e una la domenica, per cui nella prima tutti i piloti scendono in pista nell'ordine inverso rispetto ai risultati della gara precedente (per esempio, il vincitore del Gran Premio precedente effettua il suo giro di qualifica per ultimo) mentre per la seconda sessione, pur rimanendo invariato il principio, l'ordine d'ingresso si basa sui risultati del primo turno di qualifica. Chi ottiene il miglior tempo in questa seconda sessione si aggiudica la pole position.

#### Pit Stop
Ci furono due ulteriori novità regolamentari, le quali incrementarono il numero di pit stop durante i Gran Premi: da un lato la Federazione aumentò di 20 km/h il limite di velocità nella corsia dei box, dall'altro la ditta fornitrice delle pompe di benzina per tutte le squadre aumentò di 2 L/s la portata delle pompe stesse. Ciò fece sì che, con poche eccezioni, i team optassero per 3 soste ad ogni gara.

## Riassunto della stagione

### Gran Premio d'Australia
La prima gara della stagione vede un dominio assoluto delle Ferrari: dopo aver stabilito il nuovo record sul giro del circuito nelle prove libere e dopo aver conquistato la pole position nelle qualifiche, Michael Schumacher domina il Gran Premio australiano con autorevolezza guadagnando, giro dopo giro, su tutti gli avversari a cominciare dal combattivo Montoya, che paga cara la sua foga venendo rallentato da numerosi duelli nella pancia del gruppo. Gara difficile anche per la McLaren di Räikkönen, il quale si ritira per un guasto meccanico nel corso del decimo giro. La classifica finale vede quindi Schumacher al primo posto, tallonato dal compagno di squadra Rubens Barrichello mentre al terzo posto si classifica il talento spagnolo della Renault Fernando Alonso.

### Gran Premio della Malesia

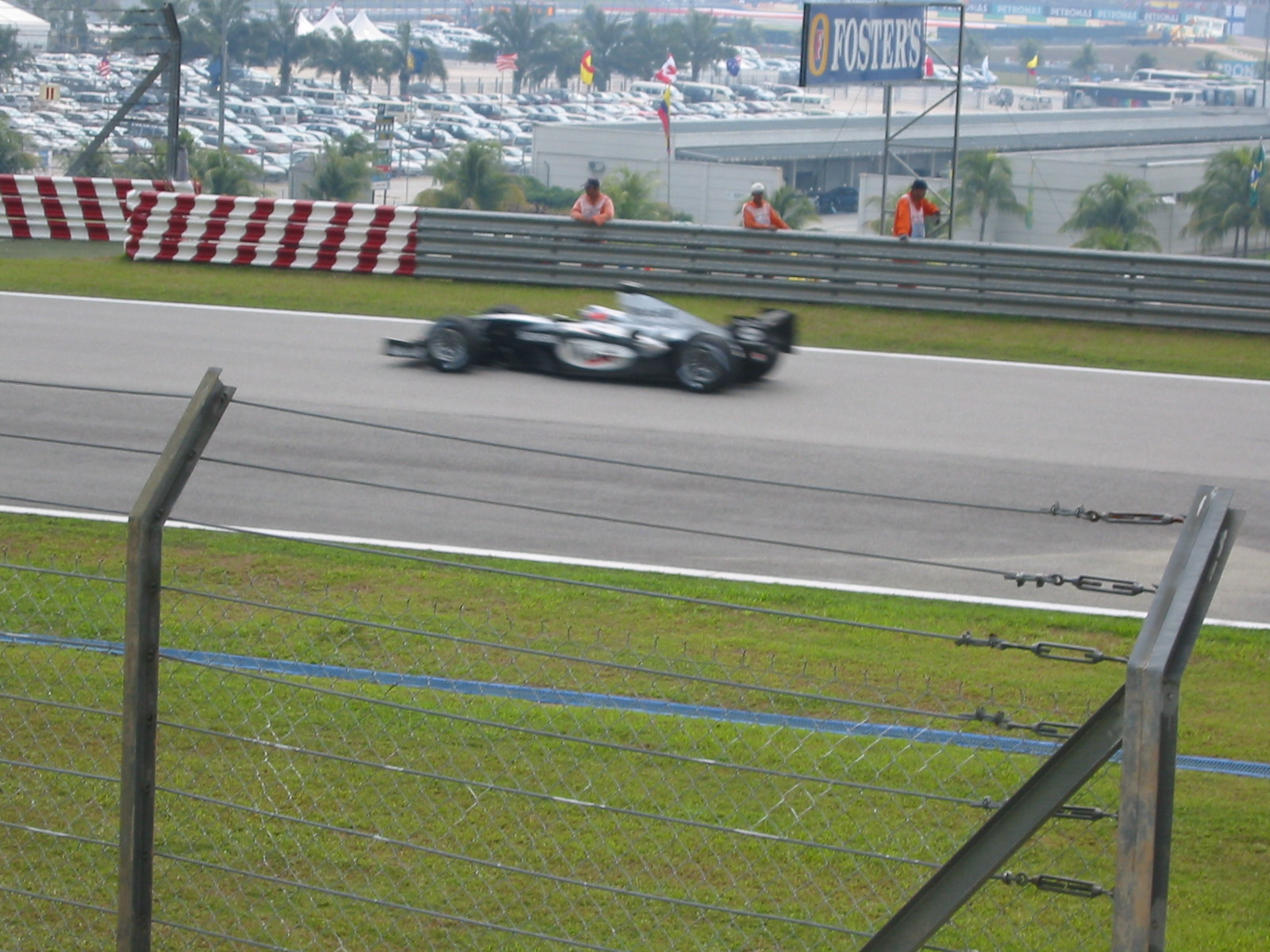
Räikkönen alla guida della sua vettura nel corso del Gran Premio della Malesia: il finlandese sarà costretto al ritiro a causa di un problema alla trasmissione.

La Ferrari bissa il successo malesiano superando egregiamente la prova del caldo e dopo aver conquistato la seconda pole position consecutiva. Schumacher vince così nel giorno dell'anniversario di Ayrton Senna, che avrebbe compiuto 44 anni. Massa, al ritorno in Formula 1 dopo un anno trascorso in qualità di collaudatore per la Ferrari, ha ottenuto un buon ottavo posto con la Sauber.
Barrichello ha invece condotto una gara abbastanza anonima: partito bene, ha però ceduto nei primi giri la seconda e poi la terza posizione ai danni di Montoya e Räikkönen (tradito dal motore subito dopo il terzo pit-stop) a causa delle poche gocce di pioggia che stavano cadendo all'inizio della gara. Gocce che hanno dato un po' fastidio anche a Schumacher che si è visto Montoya recuperare in fretta lo svantaggio preso nei primi giri.
Rubens, comunque, nel corso della gara, dopo essere stato sopravanzato anche da Button e Trulli, che hanno animato le prime fasi della gara con duello, tenuto vivo fino al secondo cambio gomme, ha sfruttato la scelta di gomme più dura per portarsi, alla fine, al quarto posto, anche grazie al problema avuto da Räikkönen con la sua McLaren.
La gara, comunque, ha offerto una serie di emozioni, soprattutto grazie a Montoya che, quando i suoi pneumatici glielo permettevano, riusciva ad avvicinarsi al campione del mondo, salvo poi dover di nuovo cedere strada al tedesco: una dimostrazione che le Bridgestone e le Ferrari non temono più il caldo e fanno dell'affidabilità un pacchetto vincente che potrebbe fare la differenza molto più delle prestazioni.
Infatti anche la Williams ha avuto problemi di motore sulla vettura di Ralf, costretto al ritiro. Stessa cosa anche per le BAR sulla vettura di Sato, mentre il suo compagno di scuderia ha concluso con il suo primo podio in carriera: un ottimo risultato per una scuderia che promette di migliorare nel corso della stagione.
Nonostante l'affidabilità dimostrata, una mezza delusione sono risultate le Renault, che oltre a dare spettacolo nella prima parte di gara poco di più hanno fatto: da apprezzare, comunque, il gran recupero di Alonso che, partito dall'ultimo posto, ha concluso al settimo, anche grazie alla poca benzina con cui partiva.
Il Gran Premio, alla fine, ha dato alcuni responsi importanti: ancora da cercare l'affidabilità completa per Williams, McLaren e BAR, con quest'ultima che dimostra di avere un buon motore, molto probabilmente migliore del Mercedes, mentre ancora molto da imparare per la Renault, che forse ha vissuto una giornata storta, ma che dovrà lottare soprattutto con le ultime due scuderie citate per cercare di ottenere il terzo posto nella classifica costruttori.

### Gran Premio del Bahrein

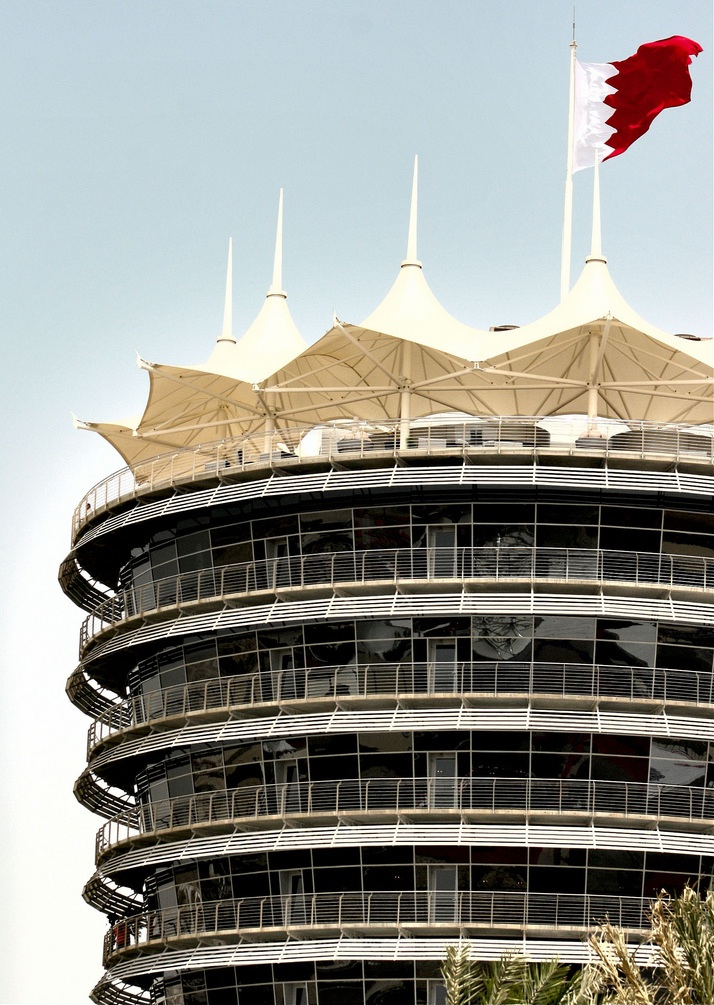
Il Gran Premio del Bahrein è stata la visita inaugurale della Formula 1 in Medio Oriente.

Il terzo Gran Premio della stagione conferma la grande competitività della Ferrari, che porta entrambe le macchine sui primi due gradini del podio dopo una gara condotta sempre in testa. Per la seconda gara di seguito il britannico Button completa il podio, confermando la bontà di una BAR che porta anche al quinto posto il giapponese Satō. Solamente tre i ritiri, tutti dovuti a guasti al motore: a farne le spese sono entrambi i piloti della McLaren e l'ungherese Zsolt Baumgartner.
La gara, svoltasi su un circuito inedito per tutti, grazie alle caratteristiche del tracciato ha visto Alonso, protagonista di una vivace lotta prima con Webber e poi con Satō, e Ralf Schumacher recuperare numerose posizioni. Vittima di una rottura al cambio Montoya, il cui problema ha animato un finale dalle posizioni congelate e le distanze consolidate. Il colombiano vede così sfuggire il terzo posto per una carente affidabilità della Williams.
Nella Classifica Costruttori la Renault sorpassa così la Williams issandosi al secondo posto.

### Gran Premio di San Marino
A dieci anni dal mortale incidente di Ayrton Senna il campione del mondo in carica Schumacher mette a segno il quarto successo consecutivo insinuando in molti operatori del settore che il Campionato mondiale di Formula 1 possa già dirsi conclusa a causa della grande forza della casa di Maranello, sebbene si sia solamente al quarto appuntamento stagionale.
Nelle qualifiche del sabato la pole position è appannaggio di un ottimo Jenson Button, che sfrutta al massimo la sua BAR motorizzata Honda. Al via il britannico scatta bene e guadagna alcuni secondi di vantaggio, sfruttando la partenza incerta di Schumacher, costretto a difendersi dall'attacco di Montoya. Il campione del mondo però riesce a difendersi bene recuperando, giro dopo giro, il ritardo accumulato da Button. Il sorpasso avviene nel corso della girandola dei rifornimenti: il tedesco resta in pista alcuni giri in più rispetto ai rivali, tenendo un ritmo forsennato e realizzando anche il nuovo record sul giro in gara. Nel finale Alonso, sfruttando una vettura più leggera e degli pneumatici più freschi, riesce a superare Ralf Schumacher insidiando la terza posizione di Montoya.
Sul podio, alle spalle di Schumacher, si classificano Button e la Williams di Montoya, che si rallegra per la ritrovata affidabilità dopo i problemi del Gran Premio precedente. Räikkönen coglie i primi punti stagionali dopo i grossi problemi di tenuta del motore Mercedes sulla sua McLaren, mentre le Renault di Alonso e Trulli riescono a classificarsi davanti Barrichello nonostante alcune noie al motore della vettura dell'italiano. La Ferrari e Schumacher consolidano così il primato nelle rispettive classifiche iridate.

### Gran Premio di Spagna

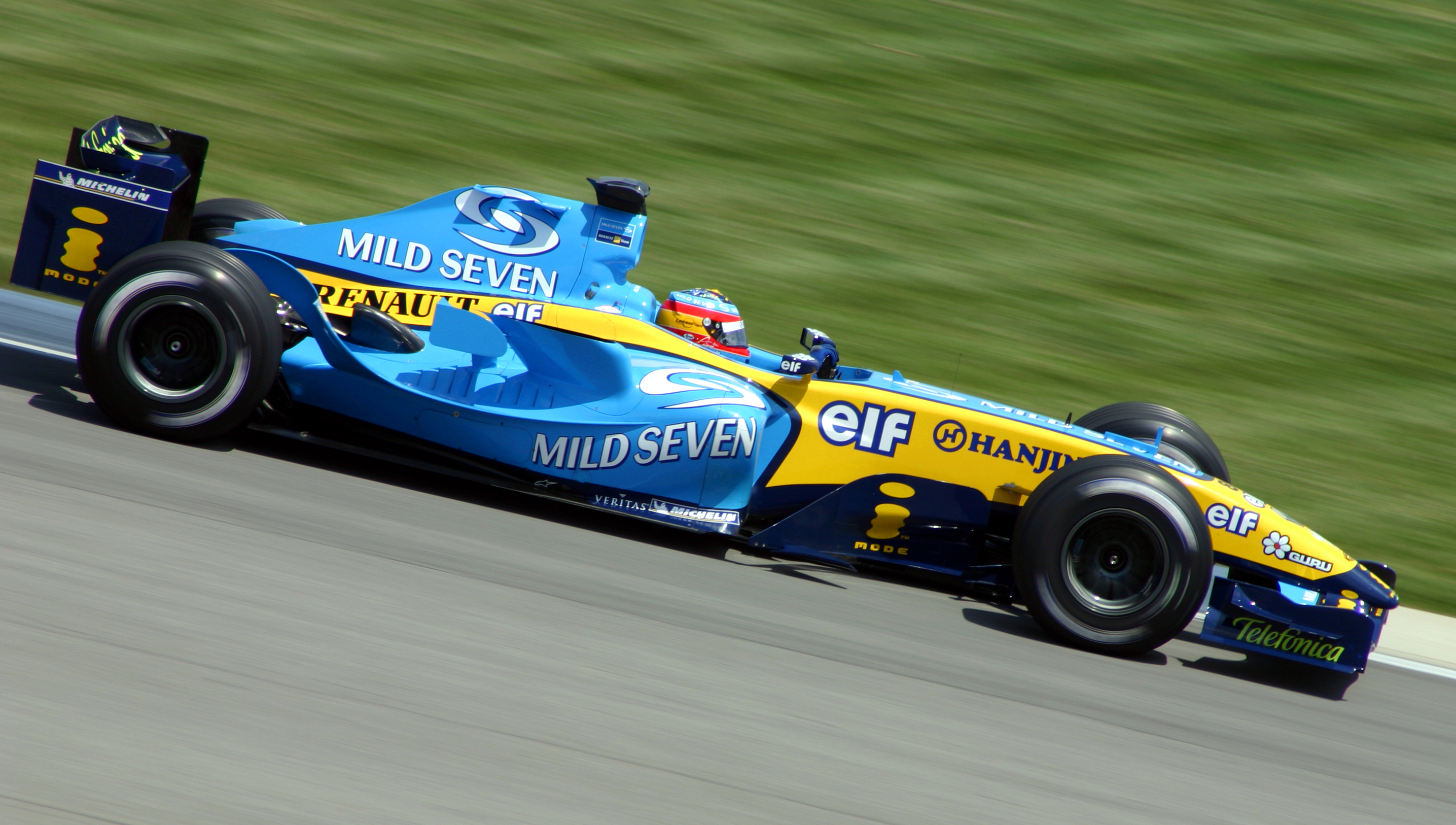
Alonso, qui impegnato alla guida della sua Renault nel corso del Gran Premio degli Stati Uniti d'America, chiude al quarto posto la gara spagnola, preceduto per pochi decimi dal compagno di squadra Trulli.

Sul circuito catalano Schumacher ottiene la quinta vittoria consecutiva, dopo che nelle prime battute aveva ingaggiato un bel duello a distanza con l'italiano Trulli. Il pilota tedesco della Ferrari si conferma sempre più leader della classifica allungando sui più immediati inseguitori. L'ottimo stato di forma della scuderia di Maranello è confermato dal secondo posto di Rubens Barrichello, mentre sul terzo gradino del podio sale Jarno Trulli.

### Gran Premio di Monaco
La striscia di Michael Schumacher si interrompe nelle anguste strade del Principato: la vittoria va così alla Renault di Jarno Trulli, autore di una grande partenza alla pari del compagno di squadra Alonso. Gara ricca di colpi di scena già al via: a causa dello spegnimento della vettura di Panis la direzione gara si trova costretta a rinnovare per la seconda volta le procedure di partenza, quindi la rottura del propulsore Honda della BAR di Satō causa un grosso incidente tra Fisichella e Coulthard che porta al primo ingresso di giornata della safety car. Il secondo ingresso è invece causato da un altro incidente, dovuto ad un azzardato tentativo di doppiaggio di Alonso ai danni di Ralf Schumacher che comporta indirettamente il ritiro del fratello Michael, tamponato all'uscita dal tunnel da Montoya in regime di safety car.
Alle spalle del vittorioso Trulli, che riporta l'Italia sul gradino più alto del podio ad un anno di distanza dalla vittoria di Fisichella in Brasile, giungono Button, che nel finale prova ad insidiare l'abruzzese, e Barrichello, che giunge a podio nonostante alcuni problemi di guidabilità.

### Gran Premio d'Europa
Michael Schumacher torna alla vittoria seguito da Rubens Barrichello, firmando la doppietta Ferrari che viene dedicata al recentemente scomparso Umberto Agnelli. La scuderia di Maranello, infatti, non festeggia sul podio e il solo Jenson Button, terzo al traguardo, stappa la bottiglia di champagne.
Il campione del mondo prende il comando al via e viene attaccato alla prima curva da Trulli e Sato, il quale però costringe l'abruzzese a cedere alcune posizioni. L'azzardata manovra del pilota nipponico, in seguito costretto al ritiro per la rottura del motore Honda, consente a Kimi Räikkönen e Fernando Alonso di balzare ai due posti immediatamente successivi dietro a Schumacher. Il finlandese fatica però a tenere il ritmo del tedesco, rallentando i piloti immediatamente dietro a lui e consentendo indirettamente a Schumacher di guadagnare quasi due secondi al giro.
Dopo la prima tornata di rifornimenti il tedesco continua a guidare il Gran Premio, in testa al quale resterà fino alla fine: alle sue spalle si classificano Barrichello, autore di una buona prova nonostante un maggior carico di carburante, e il sempre più competitivo Button. Gara da dimenticare per la McLaren: sia Coulthard sia il compagno di squadra Räikkönen sono stati costretti al ritiro per l'ennesimo cedimento del propulsore. Buona anche la prova di Giancarlo Fisichella, che conquista il sesto posto con la Sauber.

### Gran Premio del Canada

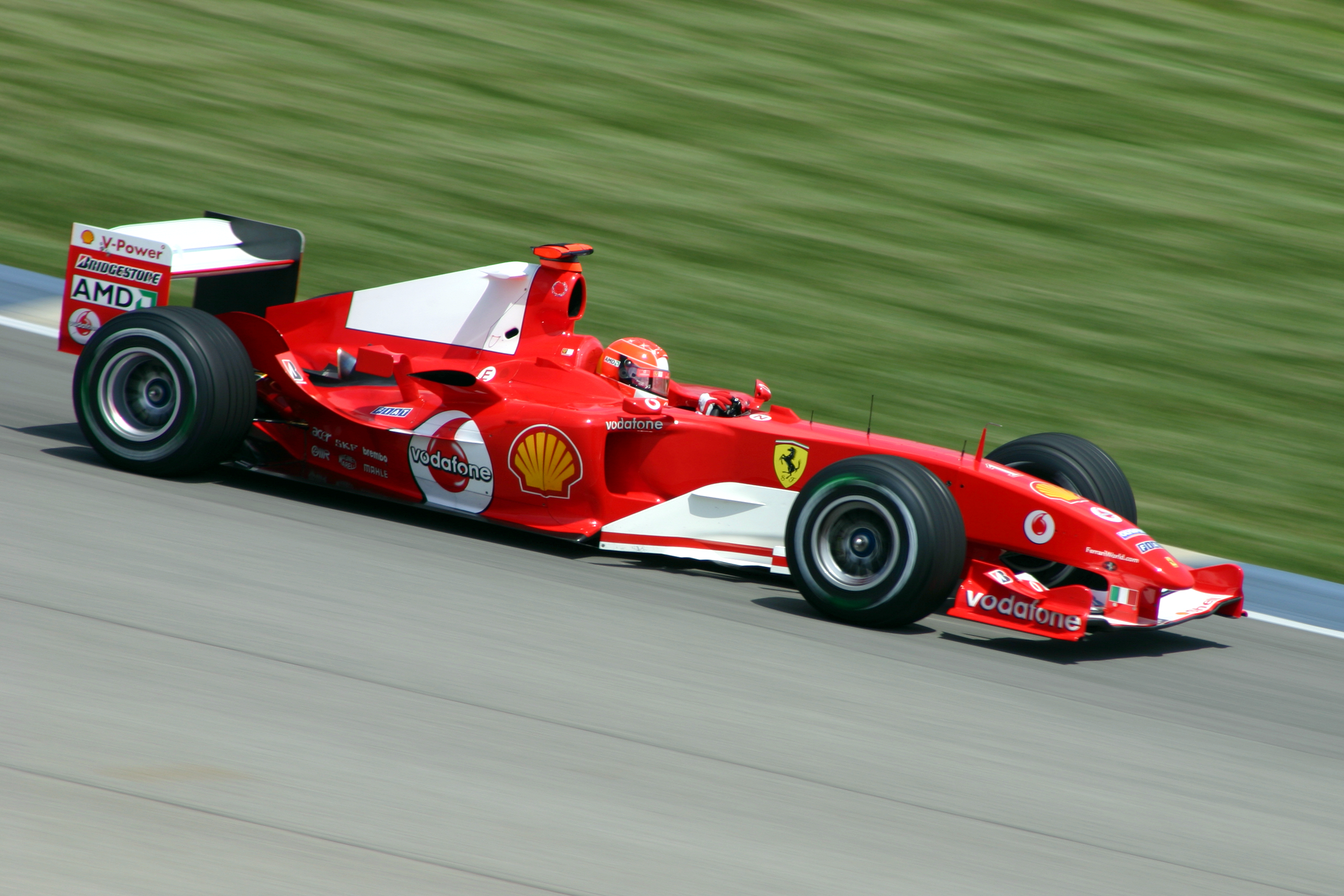
Michael Schumacher vinse dodici delle prime tredici gare nel 2004.

Nel corso delle qualifiche Ralf Schumacher ottiene la pole position davanti a Button, Trulli e Montoya. In difficoltà la Ferrari, con Schumacher e Barrichello che ottengono rispettivamente il sesto e il settimo tempo.
Al via Jarno Trulli, autore di un'ottima partenza, è costretto al ritiro dopo poche centinaia di metri a causa dalla rottura della trasmissione; alla prima curva, inoltre, l'austriaco Klien entra in collisione con Coulthard e il compagno di squadra Webber, il quale avrà la peggio dovendosi ritirare.
La gara si rivela molto tattica e pone un grande accento sulle soste di rifornimento: Ralf Schumacher e Jenson Button, nel tentativo di sfruttare il minor carico di carburante di cui dispongono, cercano di distanziare il resto del gruppo ma i più carichi Alonso e Michael Schumacher riescono a tenere il loro ritmo. Il tedesco, tra l'altro, tenta più volte di sopravanzare Montoya senza però riuscire nell'intento. L'unico sorpasso in pista della gara lo compie invece Barrichello, che sorpassa, dopo qualche giro d'attesa, la prima guida della McLaren Kimi Räikkönen.
Successivamente, per la stessa ragione del compagno di squadra, Alonso è costretto al ritiro: per la Renault si tratta del primo doppio ritiro della stagione. ma che comunque ha riservato sorprese ed emozioni. La strategia vincente si rivela infine essere quella della Ferrari che, grazie ad una tattica impostata su due soste, mette i propri piloti in condizione di lottare per la vittoria: a prevalere sarà Schumacher che, approfittando anche delle difficoltà in frenata riscontrate da Barrichello, guadagna un buon margine sugli inseguitori conquistando così l'ennesima vittoria della stagione.
L'ordine d'arrivo finale subirà notevoli cambiamenti a seguito della squalifica dei giudici di gara inflitta alla Williams e alla Toyota, colpevoli di aver montato delle prese d'aria dei freni irregolari: a causa di ciò Button sale sul podio mentre Coulthard e le Jordan entrano in zona punti.

### Gran Premio degli Stati Uniti

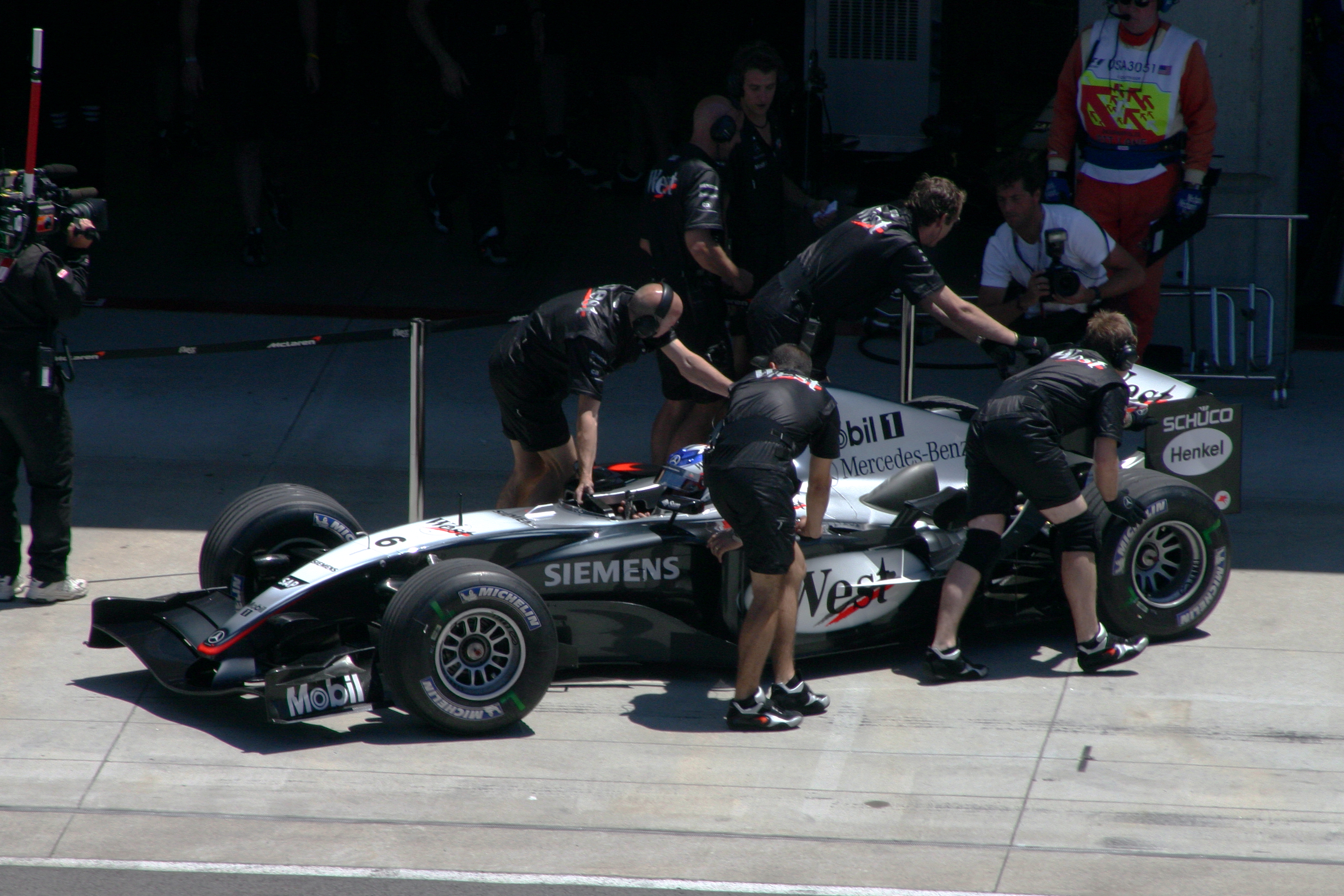
I meccanici della McLaren-Mercedes riportano ai box la vettura di Räikkönen: per la scuderia di Woking il 2004 sarà un anno difficile, costellato da grandi problemi d'affidabilità che verranno risolti, in parte, solo nella parte finale della stagione.

Poco prima della partenza un problema occorso alla monoposto di Montoya, dovuto alle non abbastanza rapide operazioni di sgombero da parte dei meccanici della scuderia britannica, comporterà l'esposizione della bandiera nera al pilota colombiano a quindici giri dalla conclusione.
La gara, selettiva come poche, è iniziata con Michael Schumacher a proteggere il compagno Barrichello, partito in pole position, dagli attacchi di Satō. Nelle retrovie, invece, un incidente che coinvolge numerosi piloti costringe la safety car a fare il suo ingresso, alla cui uscita avviene il sorpasso che decide il Gran Premio: Schumacher sfrutta la scia el compagno di squadra Barrichello, superandolo e conquistando la prima posizione. Le due Ferrari iniziano a guadagnare numerosi secondi sugli inseguitori, ma il loro vantaggio neutralizzato a causa di un brutto incidente occorso alla Williams di Schumacher oltre che allo scoppio di uno pneumatico sulla Renault di Alonso.
La girandola dei rifornimenti vede Barrichello sfruttare il maggior carico di benzina della sua vettura per recuperare posizioni, arrivando a prendere il comando per poi cederlo a seguito della sua sosta ai box: all'uscita si ritrova alle spalle del compagno di squadra, con il quale ingaggia un duello durato un paio di giri. Nelle retrovie invece Satō, dotato di un grande ritmo, inizia ad effettuare una serie di sorpassi risalendo fino alla terza posizione.
A causa del forte attrito del Gran Premio, sole otto vetture sono giunte al traguardo: Fisichella, ritiratosi per un problema alle gomme ad otto giri dalla fine, è stato comunque classificato avendo coperto almeno il 90% della distanza prevista..

### Gran Premio di Francia
La Williams sostituisce l'infortunato Ralf Schumacher con il collaudatore Marc Gené. Al termine delle qualifiche Alonso conquista la pole position davanti a Schumacher, Coulthard e Button.
In gara si assiste alla grande prova di Michael Schumacher e della Ferrari che, similmente a quanto fecero nel 1998 a Budapest al termine del quale risultarono i primi a vincere una gara effettuando tre soste, sfruttando il breve tempo che si perde nella corsia dei box, impostano una strategia su quattro soste, una in più rispetto a quelle previste degli avversari, ottenendo la vittoria con un vantaggio abbastanza consistente. Alle spalle del campione del mondo si classifica lo spagnolo della Renault Fernando Alonso, che ha guidato il Gran Premio fino alla seconda sosta per lui prevista: sorpassato dal tedesco, al termine dell'ultima sosta l'imbarco di una grande quantità di benzina gli ha precluso la possibilità di lottare per la vittoria.
Rubens Barrichello, partito dalla quarta fila a causa di alcuni problemi accusati nel corso delle sessioni di prove libere, è stato l'unico pilota ad effettuare sorpassi in pista: gli ultimi due che ha compiuto, rispettivamente ai danni di Button e Trulli, hanno permesso al brasiliano di conquistare l'ultimo gradino del podio.
In grande difficoltà la Williams, mentre i primi segnali di ripresa della McLaren coincidono con l'arrivo al traguardo di entrambe le sue vetture.

### Gran Premio di Gran Bretagna
In griglia di partenza il finlandese Kimi Räikkönen, a distanza di un anno dall'ultima volta, parte dalla pole position precedendo Barrichello, Button, Michael Schumacher e le due Renault.
Nel corso dei primi giri Räikkönen, sfruttando la grande competitività degli pneumatici Michelin, riesce a costruire un buon margine sul più diretto inseguitore, il brasiliano Rubens Barrichello: il pilota della Ferrari inizia a ridurre lo svantaggio prima di doversi fermare per rifornire, analogamente a Jenson Button. Michael Schumacher, la cui sosta è prevista più tardi a causa di un maggior carico di carburante, eredita il comando e grazie ad una serie di giri veloci oltre che al traffico incontrato dagli inseguitori, riesce a mantenerlo anche dopo il pit stop senza più cederlo e nonostante l'ingresso della safety car, dovuto ad un pauroso incidente occorso a Jarno Trulli.
Tra i piloti giunti a punti si segnala la prova di Fisichella il quale, grazie anche agli aggiornamenti apportati dalla Sauber sulla vettura, è riuscito ad ottenere un ottimo sesto posto impegnando a lungo Montoya.
.

### Gran Premio di Germania

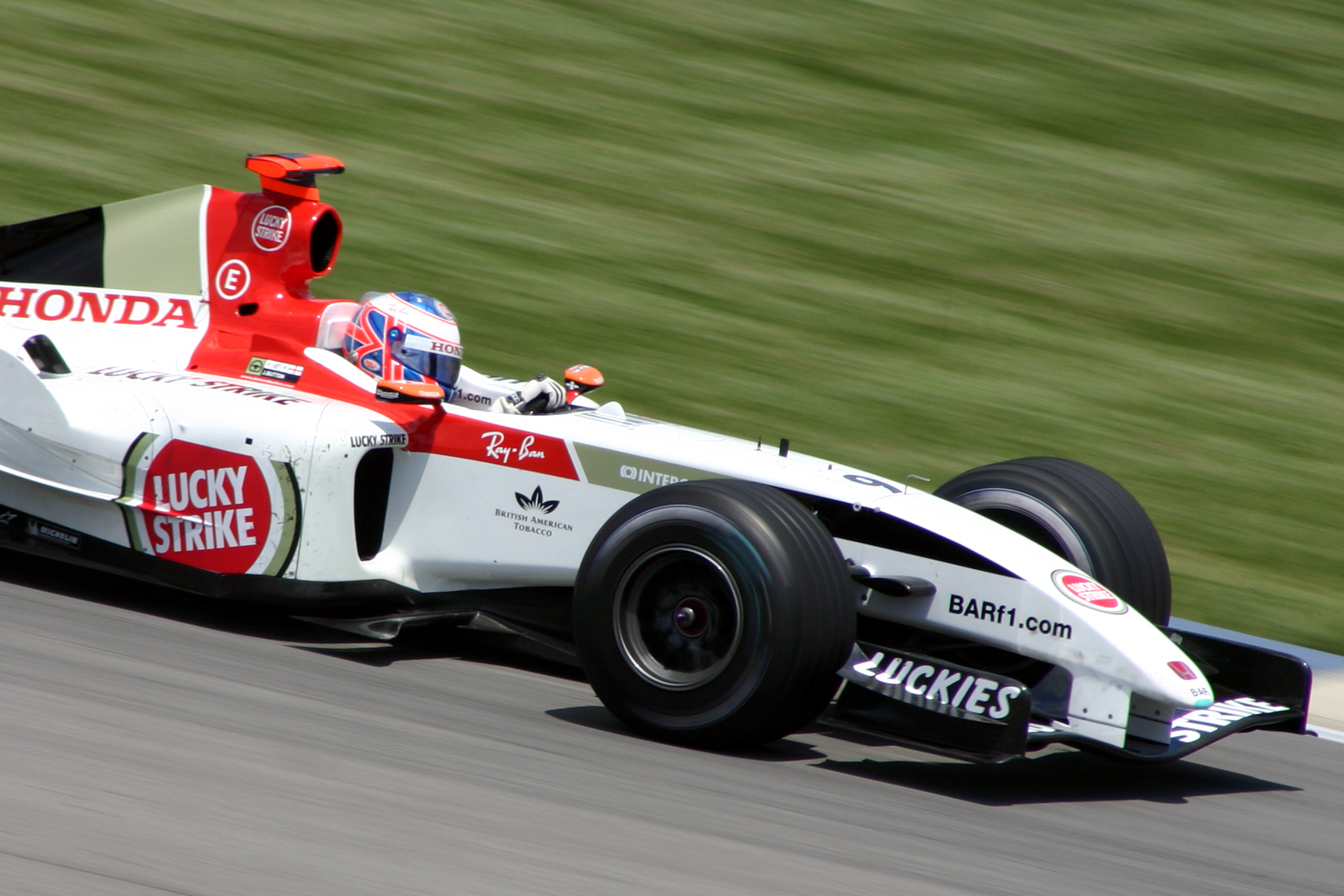
Jenson Button in azione con la BAR: il pilota inglese fu protagonista in Germania di una delle sue migliori prestazioni della stagione.

È stata una gara spettacolare con moltissimi sorpassi, molti persi dalla regia tedesca proprio a causa dell'intensità delle lotte presenti in pista. Mentre Michael Schumacher andava via al resto del gruppo (l'unico che sembrava essere in grado di tenere testa al campione del mondo era Kimi Räikkönen, appiedato al tredicesimo giro a causa della rottura dell'alettone posteriore proprio sul rettilineo d'arrivo e fortunatamente uscito illeso dal terribile incidente), dietro gli altri piloti si davano battaglia fin dal primo giro. Tanto che al primo attacco, Rubens Barrichello tocca David Coulthard e perde l'alettone anteriore ed è così costretto a tornare ai box e ricominciare ultimo. Il suo recupero (all'inizio dell'ultimo giro era nono) viene vanificato da problemi agli pneumatici e concluderà 12º e, per la prima volta in questa stagione, senza punti.
La lotta per il podio, quindi, scomparso Räikkönen, è per il secondo posto e vede grandi protagonisti Jenson Button, che partiva 13º, penalizzato per il cambio del motore, e Fernando Alonso: una prima sfida si era consumata a favore dello spagnolo alla fine del secondo pit stop, molto ritardato per il britannico, che, sfruttando le sue gomme più fresche, ha cercato di superare il più leggero avversario su una Renault più lenta come velocità di punta. Questa prima battaglia ha in parte ricordato le grandi sfide del passato, con i piloti che, ruota a ruota, cercano di superarsi uno con l'altro: sfida fatta di frenate al limite e di ruote messe quasi oltre il bordo del circuito.
Dopo questa prima difesa, il duello si ripete alla fine del Gran Premio, dopo il terzo e ultimo cambio gomme: ancora una volta Button e la BAR escono incollati agli scarichi della Renault di Alonso e solo grazie ad un piccolo inconveniente sulla vettura dello spagnolo e alla sua abilità nel costringere l'avversario su una traiettoria più esterna, il britannico riesce a superare il diretto avversario, probabilmente in futuro suo sfidante per la conquista del titolo mondiale.
Detta della grande gara di Button e Alonso, per contro ci sono l'anonima gara delle Williams, che non riescono mai ad essere competitive, e quella stranamente senza molta grinta di Sato.

### Gran Premio d'Ungheria

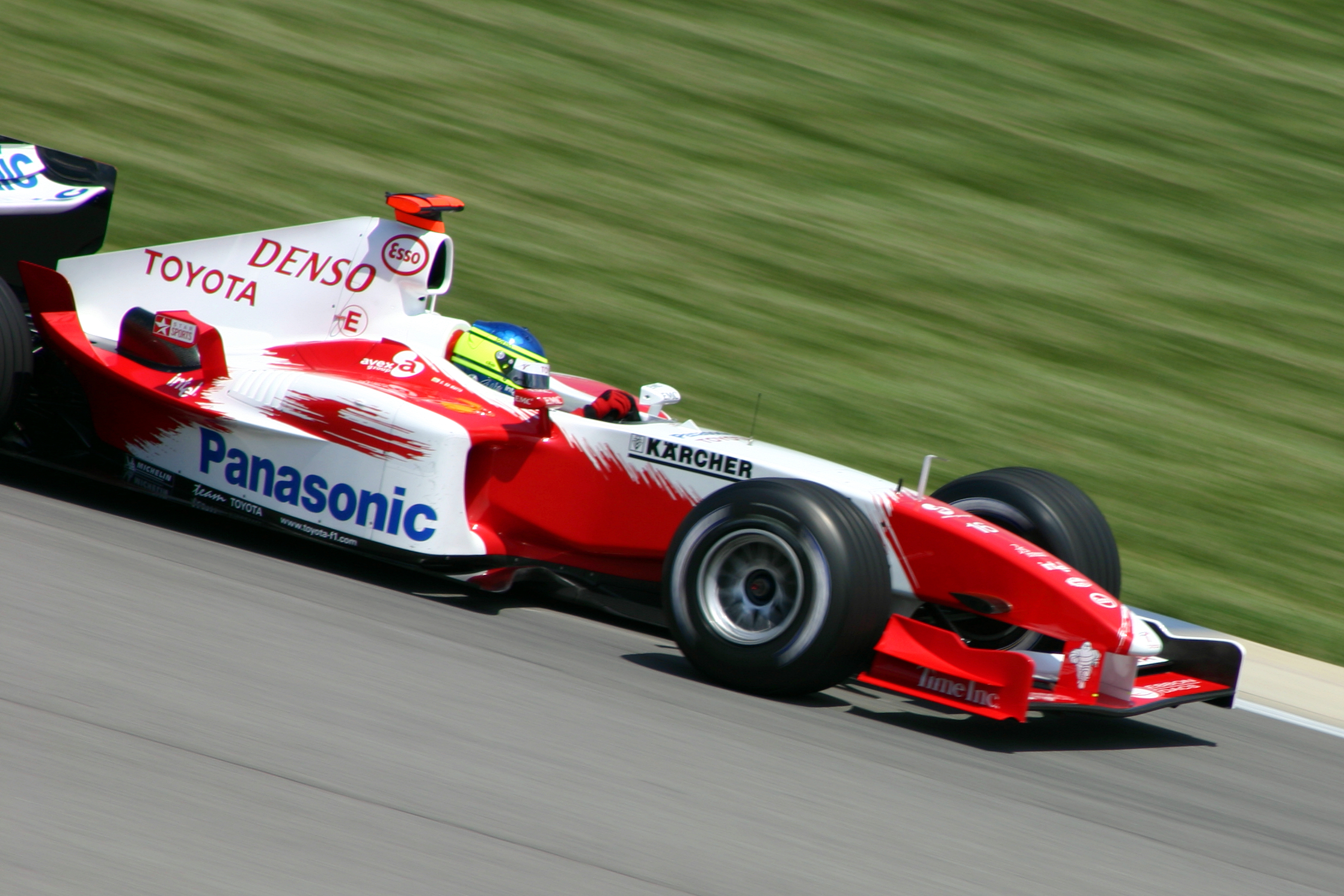
Cristiano da Matta ha disputato in Germania la sua ultima corsa in Formula 1: a partire dal Gran Premio d'Ungheria, infatti, verrà sostituito dal connazionale Ricardo Zonta, che nelle gare precedenti aveva ricoperto il ruolo di terzo pilota per la scuderia giapponese.

La gara inizia con un attimo di suspense per una breve indecisione di Barrichello sulla linea di partenza che però parte subito regolarmente.
Nessun motivo di grande interesse nella gara, se non i record che giro dopo giro le Ferrari mettono a segno sulla pista ungherese.
La McLaren di Kimi Räikkönen si ferma al 13º giro per un problema all'impianto elettrico.
Sfortunata la gara per Jarno Trulli, che al 44º giro ha visto cedere il motore della sua Renault, poco dopo aver effettuato la terza sosta ai box.
Con la vittoria odierna – la dodicesima nella stagione – di Michael Schumacher ed il secondo posto ottenuto da Rubens Barrichello, la Ferrari si è aggiudicata anticipatamente il titolo costruttori 2004, inoltre il titolo piloti è matematicamente in casa Ferrari, dal momento che l'unico che può teoricamente, con le gare rimaste, sopravanzare il tedesco è il compagno di squadra.

### Gran Premio del Belgio

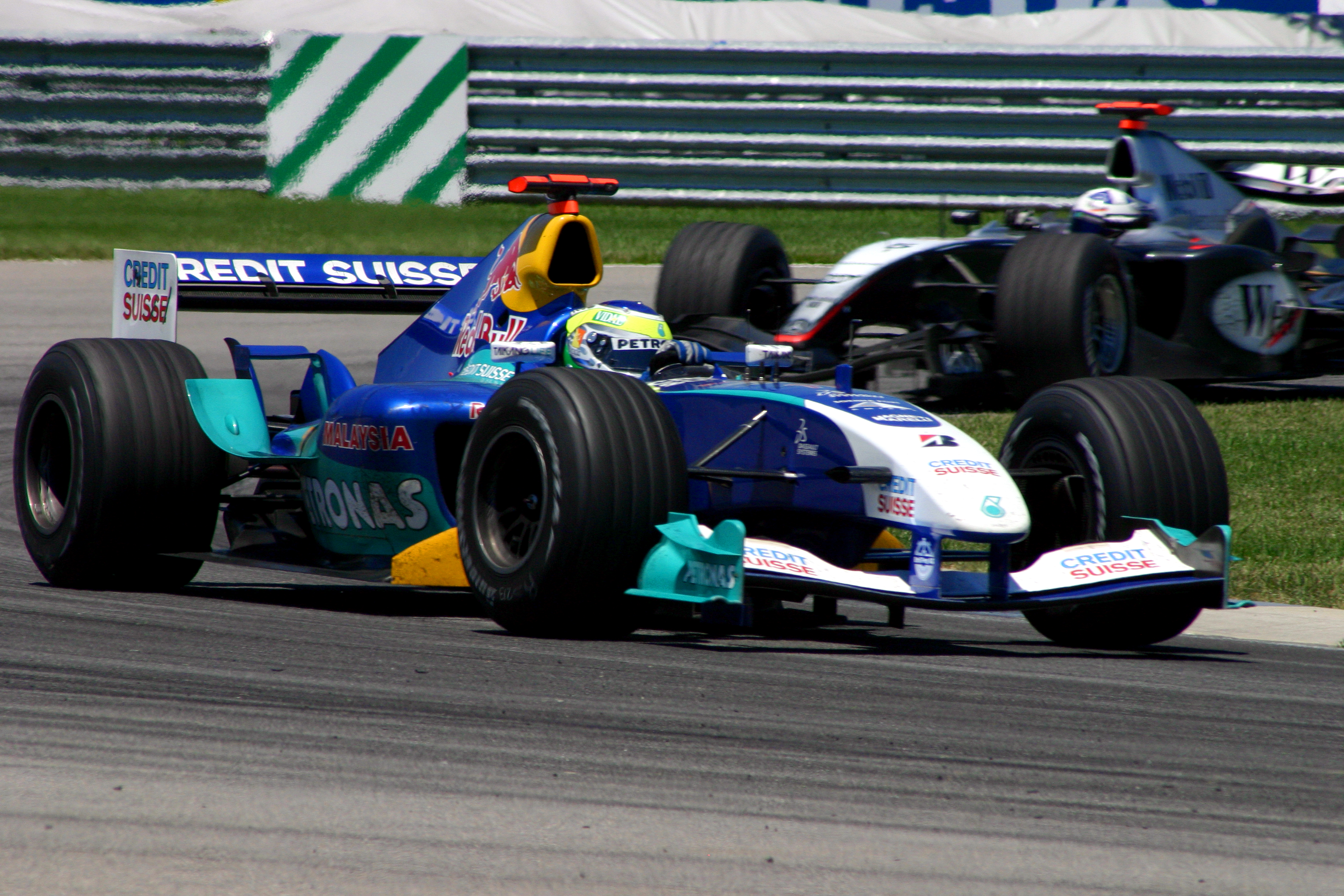
Giancarlo Fisichella alla guida della Sauber nel corso del Gran Premio degli Stati Uniti d'America: in Belgio il pilota italiano giunse quinto, a dimostrazione della ritrovata competitività della scuderia elvetica.

Jarno Trulli conquista la pole position davanti a Michael Schumacher, Fernando Alonso e David Coulthard.
Al via lo spunto di Schumacher non è buono e pertanto le due Renault e Coulthard sono in grado di superare il pilota della Ferrari. Alle loro spalle Webber tampona Barrichello danneggiando l'alettone anteriore della sua Jaguar e dando vita ad un grosso incidente all'Eau Rouge che richiede l'impiego della safety car. A causa del contatto con Webber, il brasiliano deve rientrare due volte ai box nel corso dei quattro giri trascorsi sotto il regime della vettura di sicurezza.
Alla ripartenza le gomme Michelin riescono ad entrare in temperatura ottimale più velocemente rispetto alle Bridgestone condizionando il rendimento della Ferrari di Schumacher, che pertanto viene superato da Räikkönen e Montoya.
La gara prosegue però frammentata dai numerosi ingressi della safety car: il secondo ingresso di giornata avviene in seguito all'incidente che coinvolge Button, sulla cui vettura esplode improvvisamente lo pneumatico destro, e Baumgartner, il quale viene centrato in pieno dall'inglese, privo del controllo della sua monoposto; il terzo ingresso è invece conseguente il contatto tra Coulthard e Klien, che vede lo scozzese tampona l'austriaco in cima alla salita dell'Eau Rouge; lo scozzese dovrà poi tornare ai box per sostituire il musetto della sua McLaren.
Il finlandese Räikkönen ottiene il primo successo della stagione a coronamento di una gara condotta impeccabilmente: alle sue spalle si classifica Michael Schumacher, che grazie ai punti guadagnati grazie al secondo posto si è matematicamente assicurato il suo settimo titolo mondiale piloti (il quinto consecutivo con la Ferrari). Al terzo posto chiude invece Barrichello, autore di una grande rimonta dopo le difficoltà avute nei primi giri.

### Gran Premio d'Italia

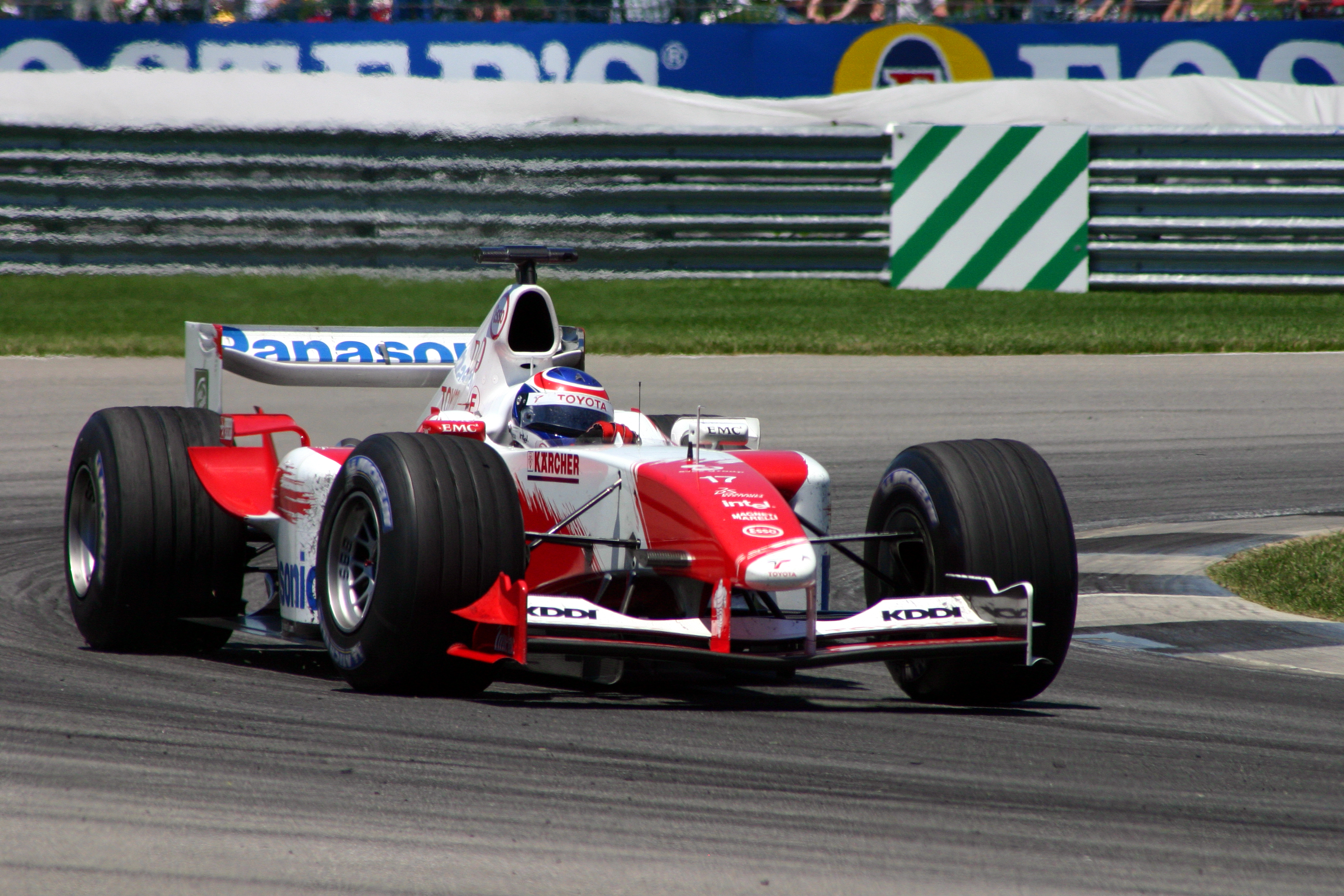
Panis impegnato con la sua vettura nel corso dell'appuntamento statunitense: in Italia solo Zonta, che aveva sostituito precedentemente Da Matta, riesce a concludere la gara.

Il Gran Premio d'Italia 2004 fu una gara di Formula 1, svoltosi il 12 settembre 2004 all'Autodromo nazionale di Monza. Quindicesima prova del campionato mondiale 2004 vide la vittoria di Rubens Barrichello su Ferrari, precedendo l'altra Ferrari del Campione del Mondo Michael Schumacher e il terzo posto fu di Jenson Button. Inoltre fu l'ultima gara per il pilota italiano Giorgio Pantano che verrà sostituito da Timo Glock per le ultime tre gare.

### Gran Premio di Cina
Rubens Barrichello parte in pole position e rimane in testa dall'inizio alla fine della gara, tenendo testa a Kimi Räikkönen, che lo ha tallonato per buona parte della gara prima di essere a sua volta scavalcato da Jenson Button in occasione della sua ultima sosta.
Michael Schumacher, già laureatosi Campione del Mondo, vive un fine settimana difficile e vede sfumare in gara la possibilità di una rimonta nella quale certamente sperava: partito dai box, è finito in testacoda avendo in seguito un contatto con Klien nel corso dell'undicesimo giro oltre che una foratura che ha definitivamente compromesso la sua gara.
Il debutto della nuova pista cinese, impegnativo ma provvisto di punti con la possibilità di sorpassare, ha dato vita ad un Gran Premio veloce e che ha vissuto sulla capacità di imporre un ritmo più veloce rispetto agli avversari.
Con i rispettivi titoli già assegnati, l'attenzione si è concentrata sulla lotta per l'ottenimento del miglior piazzamento finale: la Renault, la cui scelta di sostituire Jarno Trulli con Jacques Villeneuve non ha pagato, ha visto infatti aumentare il distacco nella Classifica Costruttori dalla BAR, che nel precedente Gran Premio aveva già sorpassato la casa francese.

### Gran Premio del Giappone
Il fine settimana del Gran Premio del Giappone è stato influenzato dal tifone Ma-on, che ha causato danni diffusi in alcune parti del Giappone e ha visto il rinvio delle qualifiche alla mattina del giorno della gara.
Disputatosi il 10 ottobre sul circuito di Suzuka, è stato vinto da Michael Schumacher, con suo fratello Ralf che partiva e finiva secondo e Jenson Button completava il podio..
Dopo la sua aspra separazione dalla Renault, Jarno Trulli è arrivato undicesimo nella sua prima gara con la Toyota, mentre il suo compagno di squadra Olivier Panis si è ritirato dalla F1 dopo la gara.

### Gran Premio del Brasile

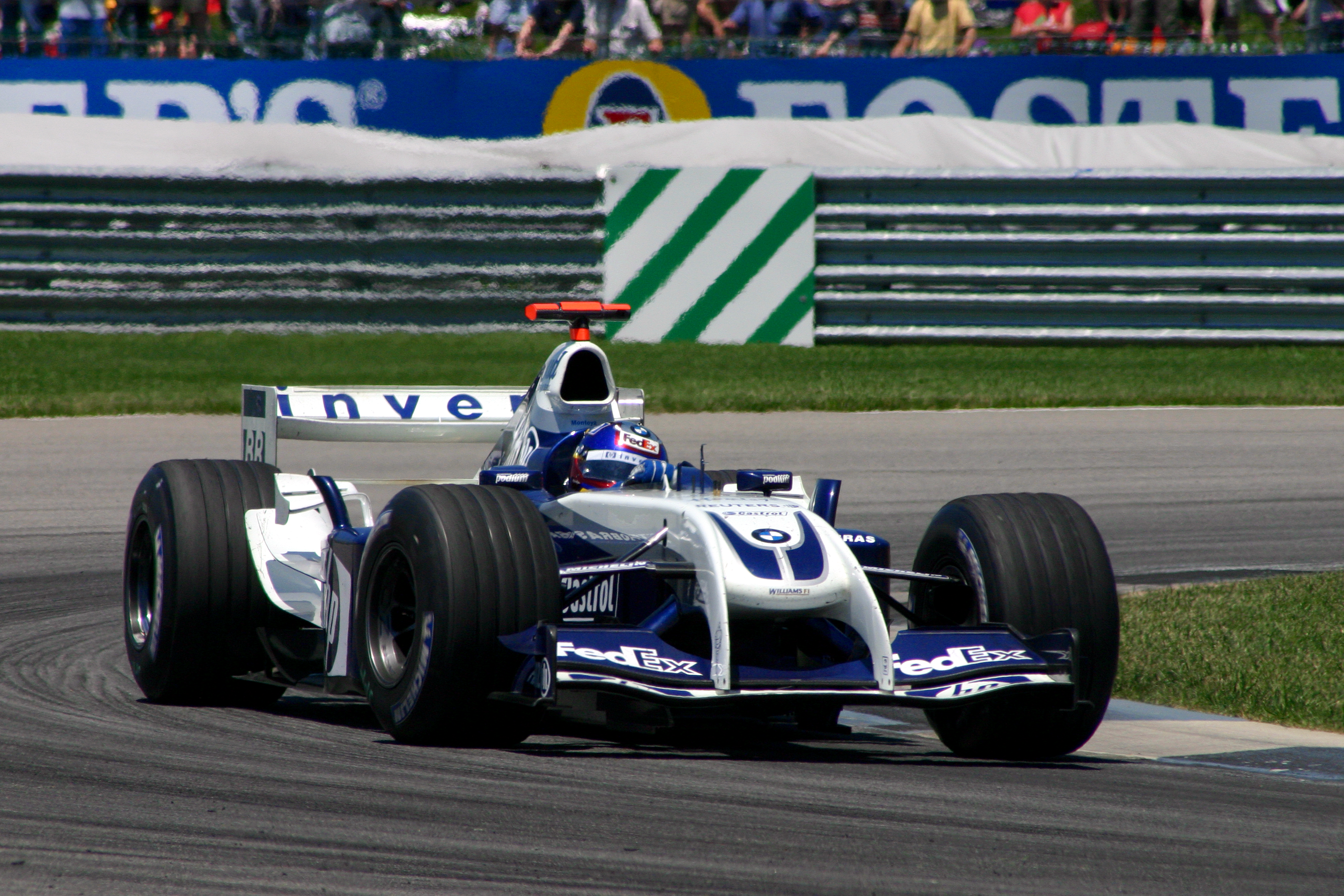
Juan Pablo Montoya, vincitore dell'ultimo appuntamento stagionale, alla guida della Williams, caratterizzata da un particolare musetto.

L'ultima gara della stagione è stata vinta da Juan Pablo Montoya, che ha colto il primo successo della stagione per sé e la Williams.
È stata l'ultima gara di Montoya per la Williams e l'ultima vittoria della squadra fino al Gran Premio di Spagna 2012. È stata anche l'ultima gara per il duo Minardi Zsolt Baumgartner e Gianmaria Bruni e l'ultima gara del team Jaguar prima che venissero acquistati dalla Red Bull Racing. David Coulthard ha concluso la sua ultima stagione con la McLaren (la squadra con cui lavorava dal 1996) senza salire sul podio durante la stagione.

## Risultati

### Risultati dei Gran Premi
| n° | Gran Premio                   | Pole position      | Giro più veloce    | Pilota vincitore   | Costruttore vincitore | Resoconto |
| -- | ----------------------------- | ------------------ | ------------------ | ------------------ | --------------------- | --------- |
| 1  | Gran Premio d'Australia       | Michael Schumacher | Michael Schumacher | Michael Schumacher | Ferrari               | Resoconto |
| 2  | Gran Premio della Malesia     | Michael Schumacher | Juan Pablo Montoya | Michael Schumacher | Ferrari               | Resoconto |
| 3  | Gran Premio del Bahrein       | Michael Schumacher | Michael Schumacher | Michael Schumacher | Ferrari               | Resoconto |
| 4  | Gran Premio di San Marino     | Jenson Button      | Michael Schumacher | Michael Schumacher | Ferrari               | Resoconto |
| 5  | Gran Premio di Spagna         | Michael Schumacher | Michael Schumacher | Michael Schumacher | Ferrari               | Resoconto |
| 6  | Gran Premio di Monaco         | Jarno Trulli       | Michael Schumacher | Jarno Trulli       | Renault               | Resoconto |
| 7  | Gran Premio d'Europa          | Michael Schumacher | Michael Schumacher | Michael Schumacher | Ferrari               | Resoconto |
| 8  | Gran Premio del Canada        | Ralf Schumacher    | Rubens Barrichello | Michael Schumacher | Ferrari               | Resoconto |
| 9  | Gran Premio degli Stati Uniti | Rubens Barrichello | Rubens Barrichello | Michael Schumacher | Ferrari               | Resoconto |
| 10 | Gran Premio di Francia        | Fernando Alonso    | Michael Schumacher | Michael Schumacher | Ferrari               | Resoconto |
| 11 | Gran Premio di Gran Bretagna  | Kimi Räikkönen     | Michael Schumacher | Michael Schumacher | Ferrari               | Resoconto |
| 12 | Gran Premio di Germania       | Michael Schumacher | Kimi Räikkönen     | Michael Schumacher | Ferrari               | Resoconto |
| 13 | Gran Premio d'Ungheria        | Michael Schumacher | Michael Schumacher | Michael Schumacher | Ferrari               | Resoconto |
| 14 | Gran Premio del Belgio        | Jarno Trulli       | Kimi Räikkönen     | Kimi Räikkönen     | McLaren-Mercedes      | Resoconto |
| 15 | Gran Premio d'Italia          | Rubens Barrichello | Rubens Barrichello | Rubens Barrichello | Ferrari               | Resoconto |
| 16 | Gran Premio di Cina           | Rubens Barrichello | Michael Schumacher | Rubens Barrichello | Ferrari               | Resoconto |
| 17 | Gran Premio del Giappone      | Michael Schumacher | Rubens Barrichello | Michael Schumacher | Ferrari               | Resoconto |
| 18 | Gran Premio del Brasile       | Rubens Barrichello | Juan Pablo Montoya | Juan Pablo Montoya | Williams-BMW          | Resoconto |

## Classifiche

### Sistema di punteggio
| Posizione | 1ª | 2ª | 3ª | 4ª | 5ª | 6ª | 7ª | 8ª |
| Punti     | 10 | 8  | 6  | 5  | 4  | 3  | 2  | 1  |

### Classifica piloti
| Pos. | Pilota               |     |     |     |     |     |     |     |     |     |     |     |     |     |     |     |     |     |     | Punti |
| ---- | -------------------- | --- | --- | --- | --- | --- | --- | --- | --- | --- | --- | --- | --- | --- | --- | --- | --- | --- | --- | ----- |
| 1    | Michael Schumacher   | 1   | 1   | 1   | 1   | 1   | Rit | 1   | 1   | 1   | 1   | 1   | 1   | 1   | 2   | 2   | 12  | 1   | 7   | 148   |
| 2    | Rubens Barrichello   | 2   | 4   | 2   | 6   | 2   | 3   | 2   | 2   | 2   | 3   | 3   | 12  | 2   | 3   | 1   | 1   | Rit | 3   | 114   |
| 3    | Jenson Button        | 6   | 3   | 3   | 2   | 8   | 2   | 3   | 3   | Rit | 5   | 4   | 2   | 5   | Rit | 3   | 2   | 3   | Rit | 85    |
| 4    | Fernando Alonso      | 3   | 7   | 6   | 4   | 4   | Rit | 5   | Rit | Rit | 2   | 10  | 3   | 3   | Rit | Rit | 4   | 5   | 4   | 59    |
| 5    | Juan Pablo Montoya   | 5   | 2   | 13  | 3   | Rit | 4   | 8   | SQ  | SQ  | 8   | 5   | 5   | 4   | Rit | 5   | 5   | 7   | 1   | 58    |
| 6    | Jarno Trulli         | 7   | 5   | 4   | 5   | 3   | 1   | 4   | Rit | 4   | 4   | Rit | 11  | Rit | 9   | 10  |     | 11  | 12  | 46    |
| 7    | Kimi Räikkönen       | Rit | Rit | Rit | 8   | 11  | Rit | Rit | 5   | 6   | 7   | 2   | Rit | Rit | 1   | Rit | 3   | 6   | 2   | 45    |
| 8    | Takuma Sato          | 9   | 15* | 5   | 16* | 5   | Rit | Rit | Rit | 3   | Rit | 11  | 8   | 6   | Rit | 4   | 6   | 4   | 6   | 34    |
| 9    | Ralf Schumacher      | 4   | Rit | 7   | 7   | 6   | 10* | Rit | SQ  | Rit | INF | INF | INF | INF | INF | INF | Rit | 2   | 5   | 24    |
| 10   | David Coulthard      | 8   | 6   | Rit | 12  | 10  | Rit | Rit | 6   | 7   | 6   | 7   | 4   | 9   | 7   | 6   | 9   | Rit | 11  | 24    |
| 11   | Giancarlo Fisichella | 10  | 11  | 11  | 9   | 7   | Rit | 6   | 4   | 9*  | 12  | 6   | 9   | 8   | 5   | 8   | 7   | 8   | 9   | 22    |
| 12   | Felipe Massa         | Rit | 8   | 12  | 10  | 9   | 5   | 9   | Rit | Rit | 13  | 9   | 13  | Rit | 4   | 12  | 8   | 9   | 8   | 12    |
| 13   | Mark Webber          | Rit | Rit | 8   | 13  | 12  | Rit | 7   | Rit | Rit | 9   | 8   | 6   | 10  | Rit | 9   | 10  | Rit | Rit | 7     |
| 14   | Olivier Panis        | 13  | 12  | 9   | 11  | Rit | 8   | 11  | SQ  | 5   | 15  | Rit | 14  | 11  | 8   | Rit | 14  | 14  |     | 6     |
| 15   | Antônio Pizzonia     |     |     |     |     |     |     |     |     |     |     |     | 7   | 7   | Rit | 7   |     |     |     | 6     |
| 16   | Christian Klien      | 11  | 10  | 14  | 14  | Rit | Rit | 12  | 9   | Rit | 11  | 14  | 10  | 13  | 6   | 13  | Rit | 12  | 14  | 3     |
| 17   | Cristiano da Matta   | 12  | 9   | 10  | Rit | 13  | 6   | Rit | SQ  | Rit | 14  | 13  | Rit |     |     |     |     |     |     | 3     |
| 18   | Nick Heidfeld        | Rit | Rit | 15  | Rit | Rit | 7   | 10  | 8   | Rit | 16  | 15  | Rit | 12  | 11  | 14  | 13  | 13  | Rit | 3     |
| 19   | Timo Glock           |     |     |     |     |     |     |     | 7   |     |     |     |     |     |     |     | 15  | 15  | 15  | 2     |
| 20   | Zsolt Baumgartner    | Rit | 16  | Rit | 15  | Rit | 9   | 15  | 10  | 8   | Rit | Rit | 16  | 15  | Rit | 15  | 16  | Rit | 16  | 1     |
| 21   | Jacques Villeneuve   |     |     |     |     |     |     |     |     |     |     |     |     |     |     |     | 11  | 10  | 10  | 0     |
| 22   | Ricardo Zonta        |     |     |     |     |     |     |     |     |     |     |     |     | Rit | 10* | 11  | Rit |     | 13  | 0     |
| 23   | Marc Gené            |     |     |     |     |     |     |     |     |     | 10  | 12  |     |     |     |     |     |     |     | 0     |
| 24   | Giorgio Pantano      | 14  | 13  | 16  | Rit | Rit | Rit | 13  |     | Rit | 17  | Rit | 15  | Rit | Rit | Rit |     |     |     | 0     |
| 25   | Gianmaria Bruni      | NC  | 14  | 17  | Rit | Rit | Rit | 14  | Rit | Rit | 18* | 16  | 17  | 14  | Rit | Rit | Rit | 16  | 17  | 0     |
| Pos. | Pilota               |     |     |     |     |     |     |     |     |     |     |     |     |     |     |     |     |     |     | Punti |

| Legenda | 1º posto     | 2º posto | 3º posto    | A punti         | Senza punti/Non class.  | Grassetto – Pole position Corsivo – Giro più veloce |
| Legenda | Squalificato | Ritirato | Non partito | Non qualificato | Solo prove/Terzo pilota | Grassetto – Pole position Corsivo – Giro più veloce |

* Indica quei piloti che non hanno terminato la gara ma sono ugualmente classificati avendo coperto, come previsto dal regolamento, almeno il 90% della distanza totale.

### Classifica costruttori
| Pos. | Costruttore      | Pilota        |     |     |     |     |     |     |     |     |     |     |     |     |     |     |     |     |     |     | Punti |
| ---- | ---------------- | ------------- | --- | --- | --- | --- | --- | --- | --- | --- | --- | --- | --- | --- | --- | --- | --- | --- | --- | --- | ----- |
| 1    | Ferrari          | M. Schumacher | 1   | 1   | 1   | 1   | 1   | Rit | 1   | 1   | 1   | 1   | 1   | 1   | 1   | 2   | 2   | 12  | 1   | 7   | 262   |
| 1    | Ferrari          | Barrichello   | 2   | 4   | 2   | 6   | 2   | 3   | 2   | 2   | 2   | 3   | 3   | 12  | 2   | 3   | 1   | 1   | Rit | 3   | 262   |
| 2    | BAR-Honda        | Button        | 6   | 3   | 3   | 2   | 8   | 2   | 3   | 3   | Rit | 5   | 4   | 2   | 5   | Rit | 3   | 2   | 3   | Rit | 119   |
| 2    | BAR-Honda        | Satō          | 9   | 15* | 5   | 16* | 5   | Rit | Rit | Rit | 3   | Rit | 11  | 8   | 6   | Rit | 4   | 6   | 4   | 6   | 119   |
| 3    | Renault          | Trulli        | 7   | 5   | 4   | 5   | 3   | 1   | 4   | Rit | 4   | 4   | Rit | 11  | Rit | 9   | 10  |     |     |     | 105   |
| 3    | Renault          | Villeneuve    |     |     |     |     |     |     |     |     |     |     |     |     |     |     |     | 11  | 10  | 10  | 105   |
| 3    | Renault          | Alonso        | 3   | 7   | 6   | 4   | 4   | Rit | 5   | Rit | Rit | 2   | 10  | 3   | 3   | Rit | Rit | 4   | 5   | 4   | 105   |
| 4    | Williams-BMW     | Montoya       | 5   | 2   | 13  | 3   | Rit | 4   | 8   | SQ  | SQ  | 8   | 5   | 5   | 4   | Rit | 5   | 5   | 7   | 1   | 88    |
| 4    | Williams-BMW     | R. Schumacher | 4   | Rit | 7   | 7   | 6   | 10* | Rit | SQ  | Rit | INF | INF | INF | INF | INF | INF | Rit | 2   | 5   | 88    |
| 4    | Williams-BMW     | Gené          |     |     |     |     |     |     |     |     |     | 10  | 12  |     |     |     |     |     |     |     | 88    |
| 4    | Williams-BMW     | Pizzonia      |     |     |     |     |     |     |     |     |     |     |     | 7   | 7   | Rit | 7   |     |     |     | 88    |
| 5    | McLaren-Mercedes | Coulthard     | 8   | 6   | Rit | 12  | 10  | Rit | Rit | 6   | 7   | 6   | 7   | 4   | 9   | 7   | 6   | 9   | Rit | 11  | 69    |
| 5    | McLaren-Mercedes | Räikkönen     | Rit | Rit | Rit | 8   | 11  | Rit | Rit | 5   | 6   | 7   | 2   | Rit | Rit | 1   | Rit | 3   | 6   | 2   | 69    |
| 6    | Sauber-Petronas  | Fisichella    | 10  | 11  | 11  | 9   | 7   | Rit | 6   | 4   | 9*  | 12  | 6   | 9   | 8   | 5   | 8   | 7   | 8   | 9   | 34    |
| 6    | Sauber-Petronas  | Massa         | Rit | 8   | 12  | 10  | 9   | 5   | 9   | Rit | Rit | 13  | 9   | 13  | Rit | 4   | 12  | 8   | 9   | 8   | 34    |
| 7    | Jaguar-Cosworth  | Webber        | Rit | Rit | 8   | 13  | 12  | Rit | 7   | Rit | Rit | 9   | 8   | 6   | 10  | Rit | 9   | 10  | Rit | Rit | 10    |
| 7    | Jaguar-Cosworth  | Klien         | 11  | 10  | 14  | 14  | Rit | Rit | 12  | 9   | Rit | 11  | 14  | 10  | 13  | 6   | 13  | Rit | 12  | 14  | 10    |
| 8    | Toyota           | Da Matta      | 12  | 9   | 10  | Rit | 13  | 6   | Rit | SQ  | Rit | 14  | 13  | Rit |     |     |     |     |     |     | 9     |
| 8    | Toyota           | Zonta         |     |     |     |     |     |     |     |     |     |     |     |     | Rit | 10* | 11  | Rit |     | 13  | 9     |
| 8    | Toyota           | Trulli        |     |     |     |     |     |     |     |     |     |     |     |     |     |     |     |     | 11  | 12  | 9     |
| 8    | Toyota           | Panis         | 13  | 12  | 9   | 11  | Rit | 8   | 11  | SQ  | 5   | 15  | Rit | 14  | 11  | 8   | Rit | 14  | 14  |     | 9     |
| 9    | Jordan-Ford      | Heidfeld      | Rit | Rit | 15  | Rit | Rit | 7   | 10  | 8   | Rit | 16  | 15  | Rit | 12  | 11  | 14  | 13  | 13  | Rit | 5     |
| 9    | Jordan-Ford      | Pantano       | 14  | 13  | 16  | Rit | Rit | Rit | 13  |     | Rit | 17  | Rit | 15  | Rit | Rit | Rit |     |     |     | 5     |
| 9    | Jordan-Ford      | Glock         |     |     |     |     |     |     |     | 7   |     |     |     |     |     |     |     | 15  | 15  | 15  | 5     |
| 10   | Minardi-Cosworth | Bruni         | NC  | 14  | 17  | Rit | Rit | Rit | 14  | Rit | Rit | 18* | 16  | 17  | 14  | Rit | Rit | Rit | 16  | 17  | 1     |
| 10   | Minardi-Cosworth | Baumgartner   | Rit | 16  | Rit | 15  | Rit | 9   | 15  | 10  | 8   | Rit | Rit | 16  | 15  | Rit | 15  | 16  | Rit | 16  | 1     |
| Pos. | Costruttore      | Pilota        |     |     |     |     |     |     |     |     |     |     |     |     |     |     |     |     |     |     | Punti |

| Legenda | Grassetto – Pole position Corsivo - Giro più veloce | 1º posto                                         | 2º posto                                      | 3º posto                          | A punti                                           | -Senza punti -Non classificato (NC)         | Ritirato (Rit)                  | Squalificato (SQ)   |
| Legenda | Grassetto – Pole position Corsivo - Giro più veloce | -Non qualificato (NQ) -Non pre-qualificato (NPQ) | Disputa solo le prove (SP) -Terzo pilota (TP) | Non prende parte alle prove (NPR) | -Non partito (NP) Infortunato (INF) -Escluso (ES) | Iscritto ma non presente, non arrivato (NA) | Ritirato prima dell'evento (WD) | Gara cancellata (C) |

* Indica quei piloti che non hanno terminato la gara ma sono ugualmente classificati avendo coperto, come previsto dal regolamento, almeno il 90% della distanza totale.